# Брюс Ріох
Брюс Ріох (англ. Bruce Rioch, нар. 6 вересня 1947, Олдершот) — шотландський та англійський футболіст, що грав на позиції півзахисника. По завершенні ігрової кар'єри — тренер.
Як гравець він провів понад 550 матчів у Футбольній лізі Англії і в 1975 році у складі «Дербі Каунті» став чемпіоном Англії. Також завдяки батькові, що мав шотландське коріння, представляв національну збірну Шотландії, зігравши в 24 матчах і ставши першим гравцем, який народився в Англії і став капітаном збірної Шотландії. Як тренер Ріох очолював низку клубів в Англії, найтитулованішим з яких був лондонський «Арсенал», а також працював у Сполучених Штатах та Данії. Його брат Ніл, син Грегор і племінник Метті Голмс також були професійними футболістами.

## Клубна кар'єра
У вересні 1964 року у віці 14 років підписав професійний контракт з «Лутон Таун». Дебют за клуб відбувся в кінці цього місяця, а в лізі дебютував у листопаді того ж року в матчі проти «Саутенд Юнайтед». Провівши в клубі 5 сезонів, Брюс зіграв за нього 149 матчів і в сезоні 1967/68 став чемпіоном Четвертого дивізіону Футбольної ліги.
У липні 1969 року перейшов в «Астон Віллу» за 100 000 фунтів стерлінгів, встановивши новий трансферний рекорд для гравця Другого дивізіону. З клубом дійшов до фіналу Кубка Футбольної ліги 1970/71, де програли «Тоттенгему» з рахунком 0:2.
У лютому 1974 року перейшов в «Дербі Каунті» і в сезоні 1973/74 дебютував у вищому англійському дивізіоні, зігравши до кінця турніру 13 ігор, в яких забив 2 голи. А в першому ж повному для себе сезоні у клубі Ріох став чемпіоном Англії, вигравши Перший дивізіон Футбольної ліги, де забив 15 голів у 42 матчах чемпіонату.
У грудні 1976 року перейшов у ліверпульський «Евертон», але вже у вересні 1977 року повернувся назад в «Дербі». Через розбіжності з головним тренером, Томмі Догерті, Ріох на правах оренди пішов в «Бірмінгем Сіті», а потім в березні 1979 року в «Шеффілд Юнайтед».
У 1980 році перейшов у клуб з Північноамериканської футбольної ліги, «Сіетл Саундерз», у складі якого увійшов до збірної усіх зірок NASL 1980 року.
До «Торкі Юнайтед» перейшов в 1981 році спочатку як гравець, а з наступного року виконував роль граючого тренера, замінивши Френка О'Феррелла, де працював до 1984 року.

## Виступи за збірну
Завдяки своєму батьку, що народився у Шотландії, Ріох мав право виступати за цю збірну і 13 травня 1975 року дебютував в офіційних матчах у складі національної збірної Шотландії в товариській грі проти Португалії (1:0).
У складі збірної був учасником чемпіонату світу 1978 року в Аргентині, де зіграв у двох матчах, включаючи гру 11 червня проти Нідерландів, після якої, незважаючи на перемогу 3:2, шотландці вилетіли з турніру. Цей матч став останнім для Ріоха у футболці збірної.
Всього протягом кар'єри у національній команді, яка тривала 4 роки, провів у формі головної команди Шотландії 24 матчі, забивши 6 голів. При цьому у останніх десяти матчах (1977—1978), в тому числі і на чемпіонаті світу, був капітаном команди. Це дозволило Брюсу стати першим в історії футболістом, народженим в Англії, що став капітаном шотландської збірної.

## Кар'єра тренера
З липня 1982 року по січень 1984 року був граючим тренером «Торкі Юнайтед». У лютому 1985 року був призначений головним тренером американського клубу «Сіетл Сторм» з Western Soccer Alliance, але вже у вересні того ж року повернувся в Англію.
У лютому 1986 року був призначений тренером «Мідлсбро» і в сезоні 1986/87 вивів клуб з Третього дивізіону Футбольної ліги у Другий. А вже в наступному сезоні вивів «Боро» в Перший. Тримаючись впевнено в першій половині турнірної таблиці у першій половині розіграшу турніру, «Мідлсбро» у другій поступово скотився вниз і в останньому турі потрапив в зону вильоту, хоча за весь сезон не потрапляв туди жодного разу. Втім шотландець залишився у клубі і був звільнений лише у березні 1990 року.
1 квітня 1990 року Ріох очолив «Міллволл» із завданням зберегти команді прописку у вищому дивізіоні, однак із завданням не впорався. Втім залишився у клубі і наступного сезону зайняв з командою місце у зоні плей-оф Другого дивізіону, щоправда перемогти у ньому не зумів — «леви» вже в першому матчі програли «Брайтон енд Хоув Альбіону» з рахунком 2:6. У наступному сезоні 1991/92 результати команди були гіршими і Брюс покинув клуб у березні 1992 року.
Наступним клубом Ріоха став «Болтон Вондерерз», в якому він почав працювати з травня 1992 року. Вже в сезоні 1992/93 в Кубку Англії «Болтон» вибив чинного володаря кубка, «Ліверпуль». Також «мандрівники» у цьому ж сезоні посіли друге місце у третьому за рівнем дивізіоні Англії, підвищившись у класі. У сезоні 1993/94 зайняли 14-е місце в Першому дивізіоні і дійшли до 1/4 фіналу Кубка Англії. У сезоні 1994/95 «Болтон» посів третє місце в чемпіонаті і виграв плей-оф, тим самим Брюс вивів клуб у Прем'єр-лігу. Також у цьому сезоні клуб дійшов до фіналу Кубка Футбольної ліги, де «Вондерерз» програв «Ліверпулю» з рахунком 1:2.
Втім у найвищому англійському дивізіоні у статусі головного тренера Ріох дебютував у сезоні 1995/96 вже у складі іншого клубу, столичного «Арсенала». У цьому сезоні «каноніри» зайняли 5-е місце в чемпіонаті, завдяки помилкам «Евертона», «Блекберн Роверз» та «Тоттенгем Готспур» в останньому турі сезону, і отримали право стартувати в Кубку УЄФА-1996/97 з першого раунду. Також клуб дійшов до півфіналу Кубка Футбольної ліги та до 3-го раунду Кубку Англії.
Був звільнений на початку сезону 1996/97 через розбіжності з керівництвом клубу з приводу покупки гравця міланського «Інтернаціонале» Денніса Бергкампа. Після відходу з «Арсенала» Брюс став помічником головного тренера «Квінз Парк Рейнджерс» Стюарта Г'юстона, який був у свою чергу помічником Ріоха в «Арсеналі». Провівши рік у ций команді, обидва були звільнені.
У травні 1998 року Ріох був призначений головним тренером «Норвіч Сіті». Потренувавши клуб менше двох сезонів, був звільнений. Основна причина була та, що у Брюса не виходило виводити клуб в плей-оф за вихід у Прем'єр-лігу. Він успішно передбачив, що зірковий гравець Крейг Белламі буде неминуче проданий, втім через скрутне фінансове становище клубу лише невелике частина з цих грошей пішла на підсилення клубу.
Протягом сезону 2000/01 Ріох тренував «Віган Атлетік». Він виграв нагороду «Тренер місяця» у Другому дивізіоні в листопаді 2000 року. Але вже в лютому 2001 року був звільнений.
Після тривалої паузи у тренерській кар'єрі Ріох у червні 2005 року був призначений головним тренером данського «Оденсе». Вже в першому сезоні Ріох допоміг клубу виграти бронзові нагороди Чемпіонату Данії. 12 березня 2007 року Брюс вирішив покинути клуб у зв'язку із хворобою дружини, але ЗМІ стверджували, що приводом було розбіжності між Ріохом і клубом.
У червні 2008 року Ріох очолив «Ольборг», після того, як попередній головний тренер команди Ерік Гамрен очолив норвезький «Русенборг». Основна мета для Ріоха були єврокубки. «Ольборг» стартував з 2-го кваліфікаційного раунду Ліги чемпіонів УЄФА 2008/09. Пройшовши боснійську «Модричу» та литовський «Каунас», клуб вийшов у групову стадію, де, здолавши шотландський «Селтік», потрапив до раунду плей-оф Кубка УЄФА 2008/09. Але в матчах у Кубку УЄФА Брюс вже не керував командою, оскільки ще 23 жовтня 2008 року він був звільнений через те, що «Ольборг» мав тільки 2 перемоги в 10 матчах національного чемпіонату і займав передостанню сходинку.

## Титули і досягнення

### Як гравця
- Чемпіон Англії (1):

«Дербі Каунті»: 1974–1975
- Володар Суперкубка Англії з футболу (1):

«Дербі Каунті»: 1975

### Як тренера
- Володар Кубка Данії (1):

«Оденсе»: 2006—2007

## Статистика тренера
| Команда          | Країна | З              | По              | Результати | Результати | Результати | Результати | Результати | Результати | Результати | Результати |
| Команда          | Країна | З              | По              | М          | В          | Н          | П          | % перемог  | Заб.       | Пр.        | +/-        |
| ---------------- | ------ | -------------- | --------------- | ---------- | ---------- | ---------- | ---------- | ---------- | ---------- | ---------- | ---------- |
| Торкі Юнайтед    | Англія | 1 липня 1982   | 14 січня 1984   | 72         | 31         | 26         | 15         | 43.06      |            |            |            |
| Сіетл Сторм      | США    | лютий 1985     | вересень 1985   | 13         | 6          | 1          | 6          | 46.15      | 23         | 25         | -2         |
| Мідлсбро         | Англія | 2 лютого 1986  | 9 березня 1990  | 205        | 82         | 52         | 71         | 40         |            |            |            |
| Міллволл         | Англія | 1 квітня 1990  | 17 березня 1992 | 100        | 36         | 24         | 40         | 36         |            |            |            |
| Болтон Вондерерз | Англія | 29 травня 1992 | 8 червня 1995   | 172        | 83         | 42         | 47         | 48.26      |            |            |            |
| Арсенал          | Англія | 8 червня 1995  | 12 серпня 1996  | 47         | 22         | 15         | 10         | 46.81      |            |            |            |
| Норвіч Сіті      | Англія | 1 липня 1998   | 13 березня 2000 | 93         | 30         | 31         | 32         | 32.26      |            |            |            |
| Віган Атлетік    | Англія | 26 червня 2000 | 27 лютого 2001  | 43         | 19         | 15         | 9          | 44.19      |            |            |            |
| Оденсе           | Данія  | липень 2005    | березень 2007   | 52         | 27         | 12         | 13         | 51.92      | 74         | 45         | 29         |
| Ольборг          | Данія  | червень 2008   | жовтень 2008    | 10         | 2          | 2          | 6          | 20         | 10         | 19         | -9         |